# Andacollo
Andacollo è un comune del Cile della provincia di Elqui nella Regione di Coquimbo. Al censimento del 2012 possedeva una popolazione di 11.093 abitanti.

## Società

### Evoluzione demografica
| Censimento del 1992 | Censimento del 2002 |
| 12.246 ab.          | 10.288 ab.          |